# Escapade polaire
Pour plus de détails, voir Fiche technique et Distribution.
Escapade polaire (Frigid Hare) est un dessin animé réalisé en 1949 par Chuck Jones, mettant en scène Bugs Bunny et Playboy Penguin.

## Synopsis
En plein pôle sud, nous voyons tout un attirail de plage sortir du trou percé par Bugs dans la glace, puis Bugs lui-même. En vacances de deux semaines (accordées par « Monsieur Warner »), et se croyant sur la plage de Miami, Bugs saute la tête la première dans l'eau de mer, mais en ressort aussitôt bleu de froid. Il est ensuite renversé à deux reprises : par un pingouin (« Playboy Penguin », un manchot, en réalité) puis par un chasseur Inuit. Bugs évince ce dernier et cherche à repartir. Le petit pingouin revient auprès de lui pour implorer son aide. Bugs l'écarte en lui mettant un chapeau haut de forme et un nœud papillon, comme s'il était une personne en smocking. Bugs finit cependant par rester devant la mine triste du pingouin. Mais espérant s'en débarrasser, il pousse discrètement ce dernier dans une descente. Il voit alors le chasseur Inuit capturer Playboy dans un sac.  Après avoir essayé de se convaincre que ce n'était pas son affaire, Bugs se reprend et aide playboy à s'échapper en roulant le chasseur. Pour ce faire, il se déguise en femme Inuit et aguiche le chasseur (qui tombe amoureux et lui offre un poisson). Lorsque Bugs est découvert, il s'ensuit une course poursuite en glissade sur la banquise, qui se termine par l'équilibre précaire de l'Inuit et de bugs sur une langue de glace en surplomb d'un précipice. Ils sont sauvés par Playboy qui jette un seau sur la partie de glace qui tombe, arrêtant leur chute quand l'eau se fige en glace. Le lapin descend calmement mais l'Inuit saute de plus haut et traverse le sol, sol qui s'avère être une deuxième langue de glace au-dessus d'un autre précipice ! Le chasseur atterrit sur une baleine de passage, qui l'emmène au large. S'apercevant qu'il n'a plus que 4 jours de vacances, Bugs décide de rentrer chez lui. Mais au grand bonheur de Playboy, Bugs reste finalement avec plaisir lorsqu'il apprend que les « jours » durent 6 mois au pôle sud. Il se déguise lui aussi en « pingouin » avec smocking et chapeau claque, et accompagne Playboy Penguin en se dandinant.  

## Fiche technique
- Réalisation : Chuck Jones
- Scénario : Michael Maltese
- Producteur : Edward Selzer (non crédité)
- Distribution : 1949 : Warner Bros. Pictures - Warner Home Video (2003) (USA et Europe) (DVD)
- Format : 1,37 :1 Technicolor
- Musique : Carl W. Stalling (non crédité)
- Montage : Treg Brown (non crédité)
- Langue : Anglais

### Animation
- Ken Harris : animateur
- Phil Monroe : animateur
- Lloyd Vaughan : animateur
- Ben Washam : animateur
- Pete Alvarado : artiste arrière-plan
- Robert Gribbroek : directeur artistique

### Musique
- Carl W. Stalling, directeur de la musique (non crédité)
- Milt Franklyn, orchestration (non crédité)